# Viralni vektor
Viralni vektor je oruđe koje se često koristi u molekularnoj biologiji za isporuku genetičkog materijala u ćelije. Ova proces se može vršiti unutar živog organizma (in vivo) ili u ćelijskoj kulturu (in vitro). Virusi su evoluirali specijalizovane molekularne mehanizme za efikasni transport njihovog genoma u ćelije koje inficiraju. Isporuka gena virusima se naziva transdukcija, a inficirane ćelije su trandukovane. Ovaj mehanizam je našao laboratorijsku primenu tokom 1970-tih. Paul Berg je koristio modifikovani SV40 virus koji je sadržao DNK iz bakteriofaga lambda da inficira ćelije bubrega majmuna održavane u kulturi.

## Literatura
- Takashi Torashima; Chiho Koyama; Haruhiro Higashida; Hirokazu Hirai (2007). „Production of neuron-preferential lentiviral vectors”. Protocol Exchange. doi:10.1038/nprot.2007.89.
- Yuka Okada; Masahito Ikawa (2007). „Placenta specific gene manipulation by transducing zona-free blastocyst using lentiviral vector”. Protocol Exchange. doi:10.1038/nprot.2007.62.
- Fry JW, Wood KJ (8. 6. 1999). „A comparison of vectors in use for clinical gene transfer”. Expert reviews in molecular medicine.